# Алек Бенджамін
Алек Бенджамін (нар. 28 травня 1994, Фінікс, США) — американський співак, виконавець власних пісень, родом з Фінікса, штат Аризона. Найбільш відомий композиціями «Paper Crown», «I Built A Friend», «End of the Summer», «Let Me Down Slowly» and «Water Fountain». Також отримав значну популярність завдяки своїм демозаписам. На додачу до його сольного проєкту, Алек здобув успіх у написанні пісень для таких артистів як Жон Бельйон, зокрема дует у композиції «New York Soul Pt. ii» з альбому Жона The Human Condition Бенджамін зазначає, що найбільше на його творчість вплинули Емінем і Пол Саймон.

## Біографія
Бенджамін народився і виріс у Фініксі, штат Арізона, однак коли навчався в дитячому садку та в першому класі жив на Лонг-Айленді, штат Нью-Йорк.  У нього є сестра, для якої він написав свою пісню «If We Have Each Other».

## Кар'єра
Спочатку Бенджамін підписав контракт з Columbia Records, ще навчаючись в Університеті Південної Каліфорнії. Проте Columbia Records припинила співпрацю через кілька тижнів після того, як він представив свій альбом. Попри це, він вирушив у самофінансований тур Європою. Він рекламував свою музику, виступаючи на парковках поза межами концертних майданчиків, роздаючи візитки.
Пісня Бенджаміна «I Built a Friend» була використана як фоновий матеріал для прослуховування сучасного танцю Мерріка Ханни в 12-му сезоні America's Got Talent. Крім того, Ханна використала кавер Бенджаміна на пісню «Lost Boy» Рут Бі для свого чвертьфінального виступу цього сезону.
Мікстейп Бенджаміна Narrated For You досяг 127 місця в Billboard 200 США у 2019 році. У мікстейпі є пісні «Water Fountain» і «Let Me Down Slowly», остання з яких була перевидана як сингл з Алессією Кара. Щоб залишатися вірним своєму корінню під час просування мікстейпу, він створив відео на YouTube «Can I Sing For You?», у яких він публічно виконує свої пісні в акустиці. У 2019 році він записав два сингли з Spotify Studios NYC, один із яких був кавером на пісню Емінема «Stan». Він виступав на музичному фестивалі KAABOO в Дель-Марі, штат Каліфорнія, у 2019 році.
Дебютний альбом Бенджаміна " These Two Windows " вийшов 29 травня 2020 року. Альбом досяг 75 місця в Billboard 200 США. В альбомі є сингл «Oh My God»; пісня не потрапила до чарту Billboard Hot 100, але досягла 32 місця в чарті Mainstream Top 40 і 26 місця в чарті Adult Top 40. Для просування альбому він повернув відео «The Story Behind the Story» на YouTube, серію, яку він розпочав з оригінальних версій «I Built a Friend» і «Water Fountain». Відео пояснює передісторію та тексти деяких із його найбільших пісень.
На додаток до свого сольного проєкту, Бенджамін є співавтором пісень для таких виконавців як Жон Бельйон, і є автором композиції «New York Soul (Part II)» з альбому Белліона " The Human Condition ".

## Особисте життя
Відомий своєю чесністю у написанні пісень та підтримкою обізнаності про психічне здоров'я. Бенджамін заявив в інтерв'ю, що має соціальну тривожність та ОКР. Він написав багато своїх пісень про дівчину, з якою зустрічався, коли був молодшим, включаючи Let Me Down Slowly..

## Дискографія

### Мікстейпи
| Назва              | Деталі                                                                    | Найвища позиція в чарті | Найвища позиція в чарті | Найвища позиція в чарті | Найвища позиція в чарті | Найвища позиція в чарті | Найвища позиція в чарті |
| Назва              | Деталі                                                                    | US                      | CAN                     | DEN                     | NLD                     | NOR                     | SWE                     |
| ------------------ | ------------------------------------------------------------------------- | ----------------------- | ----------------------- | ----------------------- | ----------------------- | ----------------------- | ----------------------- |
| Mixtape 1: America | - Випущено: April 22, 2013 - Лейбл: White Rope - Формат: Digital download | —                       | —                       | —                       | —                       | —                       | —                       |
| Narrated for You   | - Випущено: November 16, 2018 - Лейбл: N/A - Формат: Digital download     | 127                     | 62                      | 15                      | 82                      | 5                       | 36                      |

### Сингли
| Назва                                                                          | Рік  | Найвища позиція в чарті | Найвища позиція в чарті | Найвища позиція в чарті | Найвища позиція в чарті | Найвища позиція в чарті | Найвища позиція в чарті | Найвища позиція в чарті | Найвища позиція в чарті | Найвища позиція в чарті | Найвища позиція в чарті | Сертифікації            | Альбом             |
| Назва                                                                          | Рік  | US                      | AUS                     | CAN                     | DEN                     | IRE                     | NLD                     | NOR                     | SWE                     | SWI                     | UK                      | Сертифікації            | Альбом             |
| ------------------------------------------------------------------------------ | ---- | ----------------------- | ----------------------- | ----------------------- | ----------------------- | ----------------------- | ----------------------- | ----------------------- | ----------------------- | ----------------------- | ----------------------- | ----------------------- | ------------------ |
| «Paper Crown»                                                                  | 2014 | —                       | —                       | —                       | —                       | —                       | —                       | —                       | —                       | —                       | —                       |                         | Сингли без альбому |
| «End of the Summer»                                                            | 2016 | —                       | —                       | —                       | —                       | —                       | —                       | —                       | —                       | —                       | —                       |                         | Сингли без альбому |
| «I Built a Friend»                                                             | 2017 | —                       | —                       | —                       | —                       | —                       | —                       | —                       | —                       | —                       | —                       |                         | Сингли без альбому |
| «Let Me Down Slowly» (соло/дует з Алессією Карою)                              | 2018 | 79                      | 73                      | 49                      | 8                       | 38                      | 64                      | 6                       | 69                      | 39                      | 63                      | - ARIA: Gold - MC: Gold | Narrated for You   |
| «The Boy in the Bubble»                                                        | 2018 | —                       | —                       | —                       | —                       | —                       | —                       | —                       | —                       | —                       | —                       |                         | Narrated for You   |
| «If We Have Each Other»                                                        | 2018 | —                       | —                       | —                       | —                       | —                       | —                       | —                       | —                       | —                       | —                       |                         | Narrated for You   |
| «Death of a Hero»                                                              | 2018 | —                       | —                       | —                       | —                       | —                       | —                       | —                       | —                       | —                       | —                       |                         | Narrated for You   |
| «Outrunning Karma»                                                             | 2018 | —                       | —                       | —                       | —                       | —                       | —                       | —                       | —                       | —                       | —                       |                         | Narrated for You   |
| «1994»                                                                         | 2018 | —                       | —                       | —                       | —                       | —                       | —                       | —                       | —                       | —                       | —                       |                         | Narrated for You   |
| «If I Killed Someone for You»                                                  | 2018 | —                       | —                       | —                       | —                       | —                       | —                       | —                       | —                       | —                       | —                       |                         | Narrated for You   |
| «—» denotes a single that did not chart or was not released in that territory. |      |                         |                         |                         |                         |                         |                         |                         |                         |                         |                         |                         |                    |